# Liste des œuvres de Louise Bourgeois

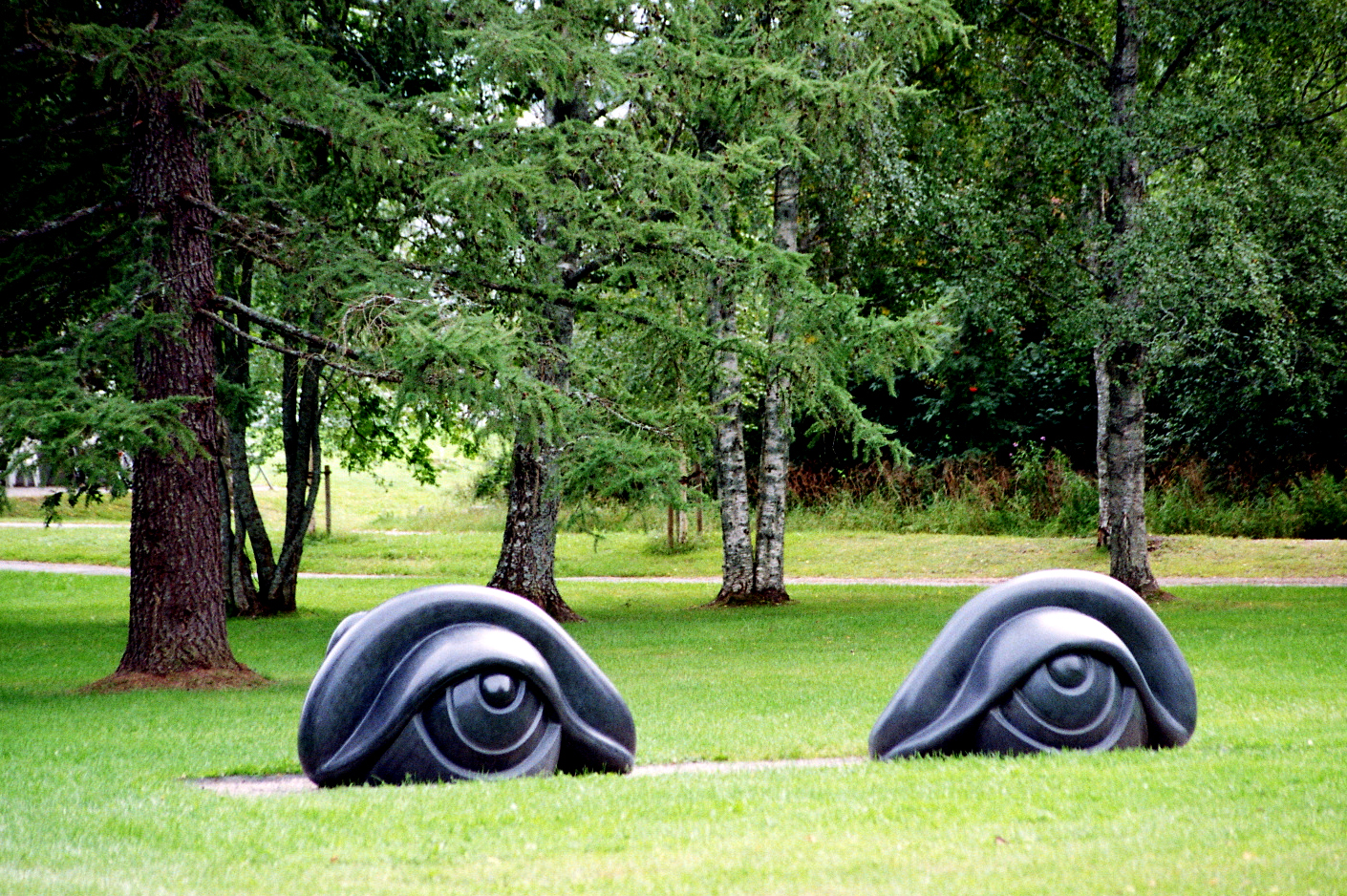
Eye benches.

Cette liste récapitule les œuvres de Louise Bourgeois, sculptrice et artiste plasticienne.

## Sculpture

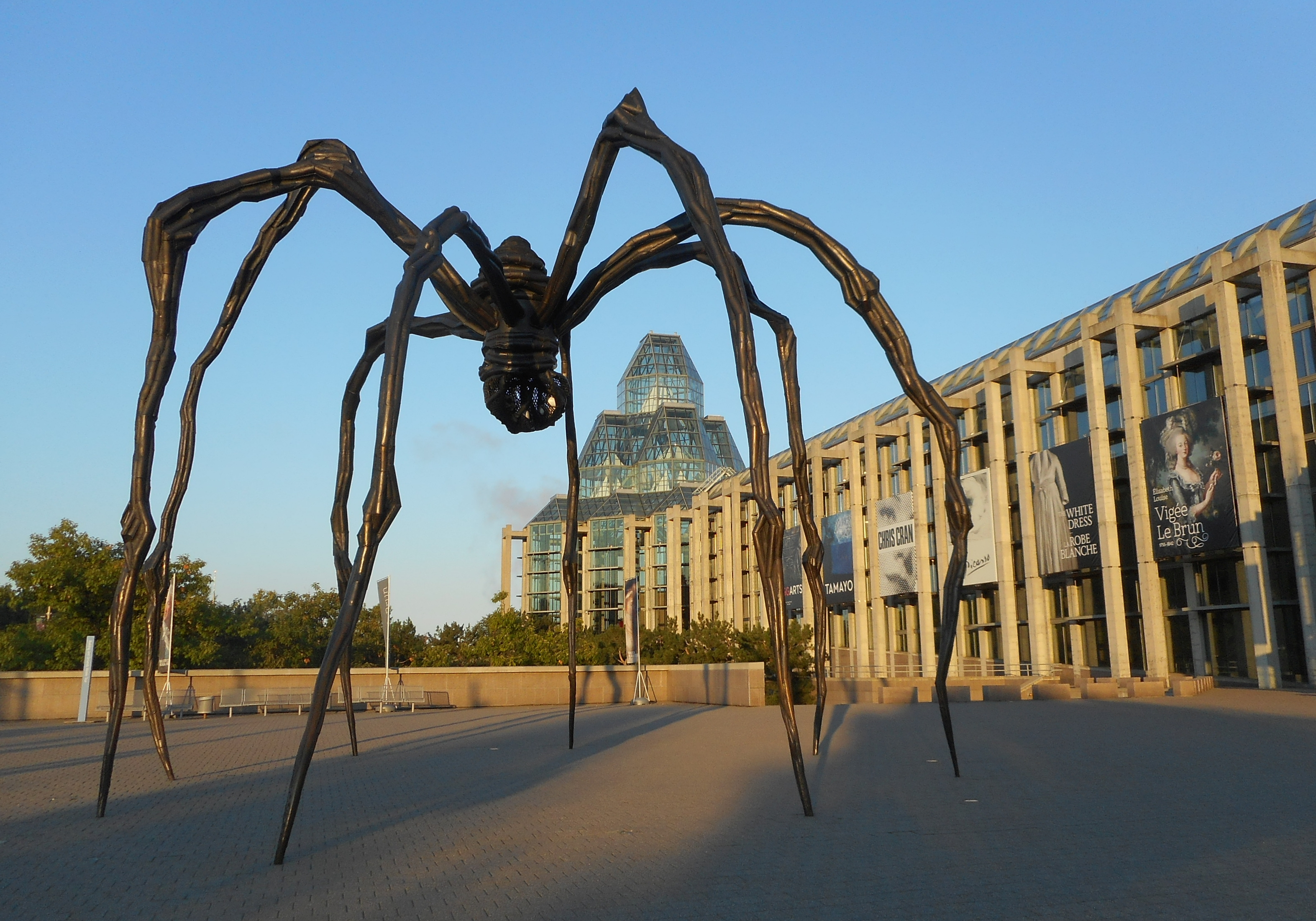
Maman devant le musée des beaux-arts du Canada à Ottawa.

- Hanging (1939), plâtre, œuvres murale, 14 × 7 cm, collection de l'artiste, avec l'aimable autorisation de Cheim & Read, galerie Karsten Greve, et galerie Hauser & Wirth[1]
- Quarantania (1941).   Sept éléments en bois de pin sur une base en bois. 84 3/4 × 31 1/4 × 29 1/4 inches[2]
- Paddle Woman (1947).  Bronze.  57.75 × 16.25 × 12 inches[3].
- The Three Graces (1947).  Bronze, peint en blanc.  81 × 25 × 12 inches[3].
- Persistent Antagonism (1947–1949).  Bois peint avec anneau métallique.  68 × 12 × 12 inches.  Musée d'Art moderne de San Francisco[4]
- The Blind Leading the Blind (1947–1949).  Bronze, patine foncée.  69.25 × 69 × 23 inches[3].
- Sans titre (1947–1949).  Bronze, peint en blanc et noir.  64 × 12 × 12 inches[3].
- Observer (ca. 1947–1949). Bois peint. 76.5 inches high[réf. nécessaire]
- Quarantania (1947–1953).  Bronze, peint en blanc et bleu.  80.5 × 27 × 27 inches[3].
- Sleeping Figure (1950). Tirage en bronze 1959 189.2 x 29.5 x 29,7 cm, The Museum of Modern Art, New York[1]
- Friendly Evidence (ca. 1950). Bois peint.  75 inches high[réf. nécessaire]
- One and Others (1955). Bois peint et teint. 18 5/8 x 20 x 16 7/8 inches[5]
- Clutching (1962).  Bronze, patine au nitrate d'argent.  12 × 13 × 12 inches[3].
- End of Softness (1967).  Bronze, patine dorée.  7 × 20.3.75 × 15.25 inches[3].
- Germinal (1967).  Bronze, patine dorée.  5.625 × 7.375 × 6.25 inches[3].
- Unconscious Landscape (1967–1968).  Bronze.  12 × 22 × 24 inches[3].
- Fillette (1968).  Latex. Approximately 24 inches long[6],[7].
- Janus Fleuri (1968).  Bronze.  12 × 22 × 6.5 inches[6],[3].
- Avenza Revisited II (1968–1969).  Bronze, patine noire polie.  51.5 × 41 × 75.5 inches[3].
- Le Trani Épisode (1971).  Bronze, patine foncée.  16.5 × 23.125 × 23.25 inches[3].
- Number Seventy-two (The No March) (1972).  Marbre.  120 × 120 × 84 inches.  Storm King Art Center Collection[4].
- Maisons Fragiles (1978).  acier, deux éléments.  84 × 27 × 14 inches & 72 × 27 × 14 inches.  Cheim & Read, New York[4].
- Nature Study (1984).  Bronze.  47 × 12 × 12 inches[3].
- Nature Study, Eyes (1984). Marbre, acier et bois. 20 × 45½ × 31½" (50.8 × 115.57 × 80.01 cm). Galerie d'art Albright-Knox Collection [8]
- She-Fox (1985).  Marbre.  Environ 6 pieds de haut[7].
- Sans titre (Fingers) (1986).  Bronze.  4 × 8.5 × 18.5 inches[3].
- Sans titre (With Hand) (1989).  Marbre rose.  31 × 30.5 × 21 inches.  Private collection, Jerry Gorovy; New York[4].
- Curved House (1990).  marbre.  14 × 37 × 13 inches.  (BOUR-2228) CR# BO.2246[3].
- J'y suis, j'y reste (1990).  Marbre rose, verre et métal.  35 × 40.5 × 31 inches.  (BOUR-1790) CR# BO.574[3].
- Cell (Arch of Hysteria) (1992–1993).  acier, bronze, fonte et tissu.  119 × 145 × 120 inches.   Centro Andaluz de Arte Collection[4].
- Spider (1994).  acier, verre, eau et encre.  44.76 × 77.95 × 64.76 inches.  Private collection[4].
- The Nest (1994).  acier.  101 × 189 × 158 inches.  Musée d'art moderne de San Francisco[note 1]
- In and Out (1995).  Métal, verre, plâtre, tissu, plastique.  83 × 65 × 113 inches.  (BOUR-2335) CR# BO.2794[3].
- Spider (1996) Bronze coulé avec patine au nitrate d'argent. 9 ft. 3 in. x 27 ft. 4 in. x 26 ft. National Gallery of Art Sculpture Garden[9]
- Sans titre (No. 2) (1996).  Marbre rose sur une base en acier.  26 × 31 × 25 inches.  (BOUR-3105) CR# BO.1049[3].
- Couple II (1996), tissu et genouillère. 27 × 60 × 32 inches.  Albright-Knox Art Gallery Collection[note 2]
- Pink Days and Blue Days (1997) acier, tissu,  bois, os, caoutchouc,  verre et supports mixtes. 117 × 87 × 87 inches[2]
- Ears (1998).  Marbre rose.  39.5 × 28.5 × 72 inches.  (BOUR-3424) CR# BO.5179[3].
- Maman (1999).  acier, marbre (un élément); bronze, marbre (six éléments)[6],[10].  365 × 351 × 403 inches[3].
- Cell × (Portrait) (2000).  acier, verre, bois, tissu rouge.  76.75 × 48.25 × 48.25 inches.  (BOUR-4278) CR# BO.4201[3].
- Cell XIV (Portrait) (2000).  acier, verre, bois, métal, tissu rouge.  74 × 48 × 48 inches.  (BOUR-4309) CR# BO.4398[3].
- Cell XV (For Turner) (2000).  acier, peint aluminium, miroirs, verre, eau, lumière électrique.  108 × 120 × 68 inches.  (BOUR-3259) CR# BO.4399[3].
- Mamelles (2000).  Marbre rose.  27 × 114 × 29.5 inches.  (BOUR-4043) CR# BO.6723[3].
- Temper Tantrum (2000).  Tissus rose.  9 × 13 × 20 inches.  (BOUR-4284) CR# BO.4216[3].
- Cell XXIV (Portrait) (2001).  Acier, acier inoxydable, verre, bois, tissu.  70 × 42 × 42 inches.  (BOUR-4480) CR# BO.5493[3].
- Cell XXV(The View of the World of the Jealous Wife)  (2001).  acier, bois, marbre, verre, tissus.  100 × 120 × 120 inches.  (BOUR-4728) CR# BO.5680[3].
- Rejection (2001).  Tissu, plomb, acier.  25 × 13 × 12 inches.  (BOUR-4588) CR# BO.5497[3].
- Eyes (nine elements) (2001).  Williams College Museum of Art[11].
- Seven in a Bed (2001).  Tissu, acier inoxydable, verre, bois.  68 × 33.5 × 34.5 inches.  (BOUR-5005) CR# BO.6002[3].
- Sans titre (2001).  Tissu, acier.  11 × 27 × 21 inches.  (BOUR-4746) CR# BO.5686[3].
- Sans titre (2001).  Tissu bleu et violet, acier.  85 × 12 × 12 inches.  (BOUR-4731) CR# BO.5687[3].

Father and Son.

- Sans titre (2001).  Rust and tan fabric, acier.  106 × 23 × 16 inches.  BOUR-4732) CR# BO.5688[3].
- Sans titre (2002).  Fabric, acier, wood.  14 × 15 × 6 inches.  (BOUR-5386) CR# BO.6766[3].
- Sans titre (2002).  Tapestry fabric, stainless acier.  74.5 × 15 × 12 inches.  (BOUR-5637) CR# BO.7400[3].
- Sans titre (2002).  Fabric, aluminum.  12 × 12 × 12 inches.  (BOUR-5812) CR# BO.7996[3].
- Sans titre (2002).  Pink marbre.  10 × 36.25 × 16.5 inches.  (BOUR-5347) CR# BO.8272[3].
- Crouching Spider (2003). Bronze and stainless acier.  106½ × 329 × 247 inches (270.5 × 835.6 × 627.3 cm)[12].
- Father and Son (en) (2005). Water, acier, aluminum, bronze.  6 feet tall and 5 feet tall figures in a fountain. Installed in Olympic Sculpture Park, Seattle[réf. nécessaire]

## Dessins
- Femme Maison (1947).  Encre sur papier.  9.92 × 7.09 inches.  Musée Solomon R. Guggenheim 92.4008[6],[4] .
- Spider (1947).  Ink, charcoal on tan paper.  11.25 × 7.5 inches.  Private collection[4].
- Sans titre (1947).  Pencil and red ink on tan paper.  11.5 × 9 inches.  (BOUR-0839) CR# BO.4721[3].
- Sans titre (1947).  Ink on tan paper.  11.25 × 8.25 inches.  (BOUR-0841) CR# BO.4723[3].
- Sans titre (1950).  Ink on tan paper.  20.25 × 13 inches.  Musée d'art de l'université de Californie à Berkeley[note 3] [4]
- Sans titre (1970).  Ink and collage on paper.  8.5 × 11 inches.  (BOUR-0590) CR# BO.2868[3].
- Naked Jogging (1996).  Red ink on paper.  11.625 × 9 inches.  (BOUR-5597) CR# BO.8151[3].
- Father and Son (1997).  Ink and pencil on paper.  9 × 11.875.  (BOUR-5434) CR# BO.6862[3].
- Swing over the Metronome (1997).  Ink and crayon on paper.  13 × 10 inches.  (BOUR-5873) CR# BO.8163[3].
- Sans titre (1997).  Ink, watercolor, and pencil on paper.  12 × 9 inches.  (BOUR-5883) CR# BO.8165[3].
- Sans titre (1997).  Double-sided, recto: watercolor, oilstick, and pencil on paper; verso: ink and pencil on music paper.  8.5 × 11 inches.  (BOUR-5427) CR# BO.6855[3].
- Sans titre (1997).  Ink, crayon, pencil, and blanc out on paper.  11.75 × 9 inches.  (BOUR-5614) CR# BO.8156[3].
- Hold My Bones (1998).  Pencil and gouache on red paper.  12.75 × 12.75 inches.  (BOUR-5879) CR# BO.8164[3].
- J'aime bien mes amis et mon mari (1998).  Red ink and pencil on paper.  9 × 12 inches.  (BOUR-5607) CR# BO.8154[3].
- Sans titre (2002).  Red ink and pencil on paper.  12 × 9 inches.  (BOUR-5760) CR# BO.7450[3].
- Sans titre (2002).  Red ink on paper.  9 × 12 inches.  (BOUR-5758) CR# BO.7448[3].
- Sans titre (2002).  Crayon and colored pencil on paper.  12 × 18.75 inches.  (BOUR-5786) CR# BO.8157[3].
- Sans titre (2002).  Red ink and pencil on paper.  9 × 11.625 inches.  (BOUR-5556) CR# BO.8138[3].
- Sans titre (2002).  Red ink and colored pencil on paper.  13.25 × 9.5 inches.  (BOUR-5926) CR# BO.8168[3].
- Yes (2004). Soft-ground etching, reworked with watercolor, gouache, and colored pencil: sheet, 22 5/8 × 21 1/2 inches. Édition of 12[2]
- Spider Woman (2005). Drypoint: plate, 6 7/8 × 9 1/2 inches; sheet, 13 1/2 × 13 1/2 inches. Édition of 25[2]
- Spiral Woman (2006).   Double-sided soft-ground etching with watercolor, gouache, crayon, and graphite: plate, 6 × 6 5/8 inches; sheet, 10 13/16 × 14 3/4 inches. Unique[2]

## Marbreure
- Sans titre (1946).  Oil, charcoal, and pastel on canvas.  36 × 24.125 inches.  (BOUR-2703) CR# BO.1523[3].
- Sans titre (1946).  Oil and chalk on canvas.  44 × 22 inches.  (BOUR-0031) CR# BO.1515[3].
- Fallen Woman (Femme-Maison), (1946-1947), huile sur toile de lin, 35.6 x 91,4 cm, collection particulière[1]
- Regrettable Incident in the Louvre Palace (1947).  Oil on canvas.  14.125 × 36 inches.  (BOUR-0800) CR# BO.7908[3].
- It Is Six Fifteen (1946–1948).  Oil on canvas.  36 × 24 inches.  (BOUR-0028) CR# BO.519[3].
- Woman in Process of Placing a Beam in Her Bag (1948).  Oil on canvas.  44 × 25.75 inches.  (BOUR-0026) CR# BO.1514[3].
- Spider (1994).  Watercolor and gouache on paper.  11.5 × 11.75 inches.  Galerie Karsten Greve, Cologne[4].

## Autres

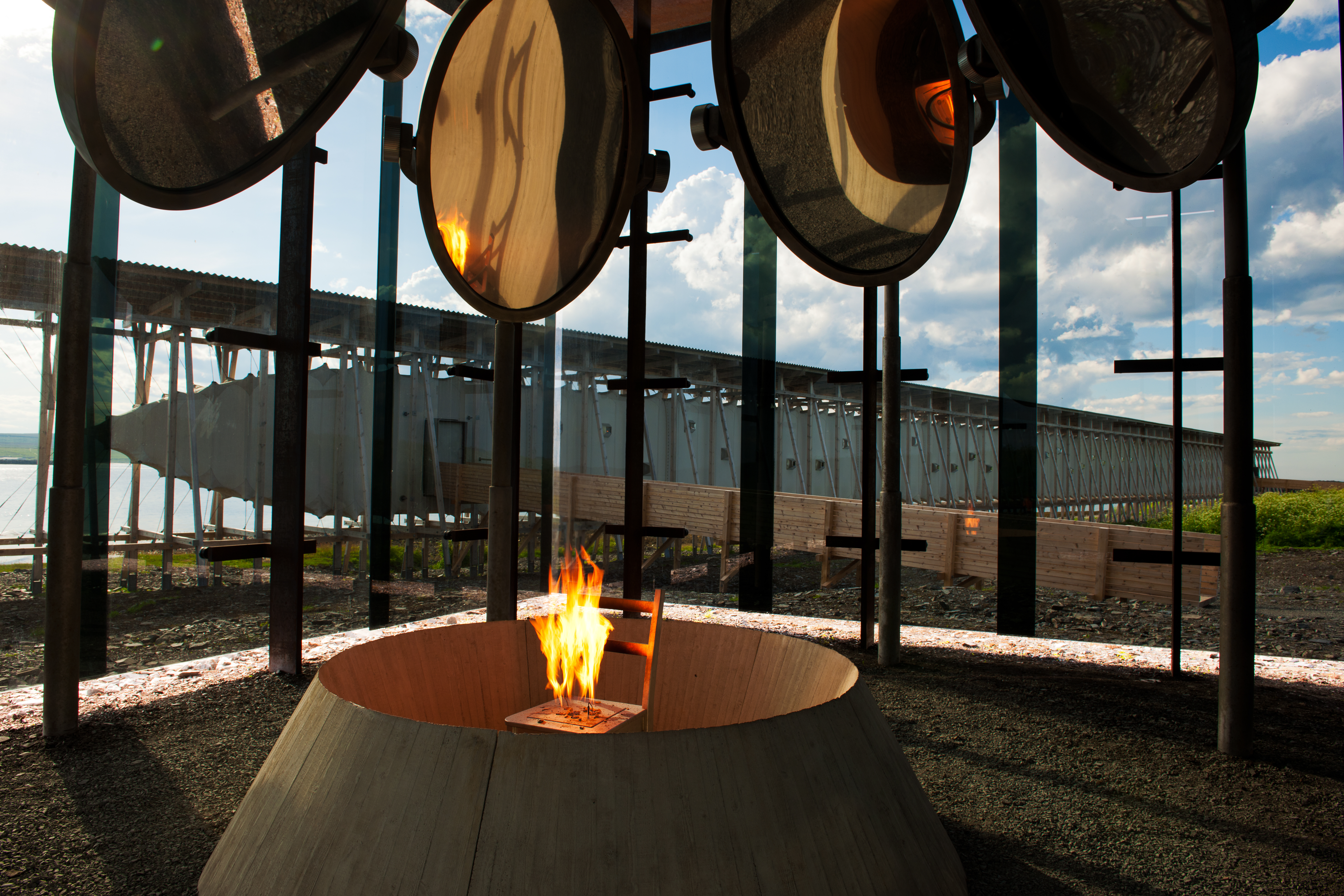
Installation de Louise Bourgeois au mémorial de Steilneset.

- The Destruction of the Father (1974).  Assemblage[6],[7].
- I do, I undo, I redo (2000). Acier. Installation au musée Tate Modern à Londres[13].
- The Damned, The Possessed and The Beloved (2011)[14]. Installation architecturale pour le mémorial de Steilneset à Vardø[15].[note 4]